# Leisure
Leisure är den brittiska alternativa rockgruppen Blurs debutalbum, utgivet den 26 augusti 1991. I Storbritannien fick albumet blandad kritik men låtarna "She's So High" och "There's No Other Way" blev smärre hitar. Albumet blev kallat för ett typiskt "baggyrock"-album eftersom musiken på skivan innehåller en stor dos av gitarrljud som kan liknas med acid house-musik. 
Singlar från skivan är "She's So High", "There's No Other Way" och "Bang". Låten "Sing" återfinns på soundtracket till filmen Trainspotting.

## Låtlista
Alla sånger skrivna av Damon Albarn, Graham Coxon, Alex James och Dave Rowntree.
1. "She's So High" - 4:45
2. "Bang" - 3:38
3. "Slow Down" - 3:11
4. "Repetition" - 5:26
5. "Bad Day" - 4:25
6. "Sing" - 6:01
7. "There's No Other Way" - 3:24
8. "Fool" - 3:15
9. "Come Together" - 3:52
10. "High Cool" - 3:38
11. "Birthday" - 3:50
12. "Wear Me Down" - 4:49